# Spavaća soba
Spavaća soba, prostorija u kući, stanu, domu, hotelu ili drugdje, namijenjena za spavanje i odmor. Tipična spavaća soba u zapadnom svijetu ima krevet za jednu ili dvije osobe, ormar za odjeću i noćni ormarić pored kreveta, na koji se može smjestiti noćna svjetiljka, sat i sl. U kućama na više etaža spavaća soba se obično ne nalazi u prizemlju, već na višim katovima.
U rimskim vilama je postojao poseban prostor (cubiculum) koji je služio kao spavaća soba, prostor za opuštanje, ali i mjesto na kojem se primalo bliske prijatelje i razgovaralo o povjerljivim temama. Kasnije kroz povijest su se spavaće sobe opremale dekorativnim zavjesama, bogato izrađenim stolićima i namještajem, tepisima, uresima i slično. U novije vrijeme spavaće sobe se uređuju s manje namještaja i u jednostavnijem stilu. Dječje spavaće sobe se često uređuju u življem tonu, s namještajem manjih dimenzija te prostorima za školske knjige i pomagala, učenje, igračke i sl. Sobe u studentskim domovima su obično manjih dimenzija, i ponekad namijenjene dvjema osobama. Od osnovnog namještaja sadrže krevet, radni stol i ormar.

## Galerija
- Rekonstrukcija spavaćeg prostora (dormitorium cubiculum) u rimskoj vili
- Napoleonova spavaća soba u dvorcu Fontainebleau
- Oton Iveković: Veliki Tabor-žena u krevetu
- Hotelska soba u Veneciji (2009.)
- Studentska soba, Sveučilište Cambridge